# جامعة الصومال
جامعة الصومال (بالإنجليزية: University of Somalia)‏ هي جامعة، تأسست في 2004، في الصومال.